# Ленеу
Ленеу — невеликий безлюдний острів у провінції Торба Вануату в Тихому океані. Ленеу лежить неподалік від Сола на Вануа-Лави і є частиною архіпелагу  островів Бенкса . 

## Назва
Назва Ленеу походить з мови Мота .